# DRG Class E 18
DRG Class E 18 (иные обозначения — DB Class 118, DR Class 118 и ÖBB 1018) — германский электровоз переменного тока. Выпускался малой серией с 1935 по 1939 и с 1954 по 1955 годы заводами AEG и Krupp. Всего было построено 55 экземпляров.

## Эксплуатация
В 1933 году фирма AEG получила заказ на разработку пассажирского электровоза с максимальной скоростью выше 120 км/ч. Через два года фирма выпустила два первых, пробных локомотива и после успешных испытаний перешла к серийному выпуску данных локомотивов. В 1954/1955 годах для Западногерманских железных дорог (DB) уже фирма Krupp выпустила ещё два локомотива.  
Эксплуатация: 1935-1984(DB), -1991(DR), -2001(ÖBB).

## В культуре
- Присутствует в игре «Railroads!» под названием Class 1-Do-Do-1 E18.